# 베어 클로

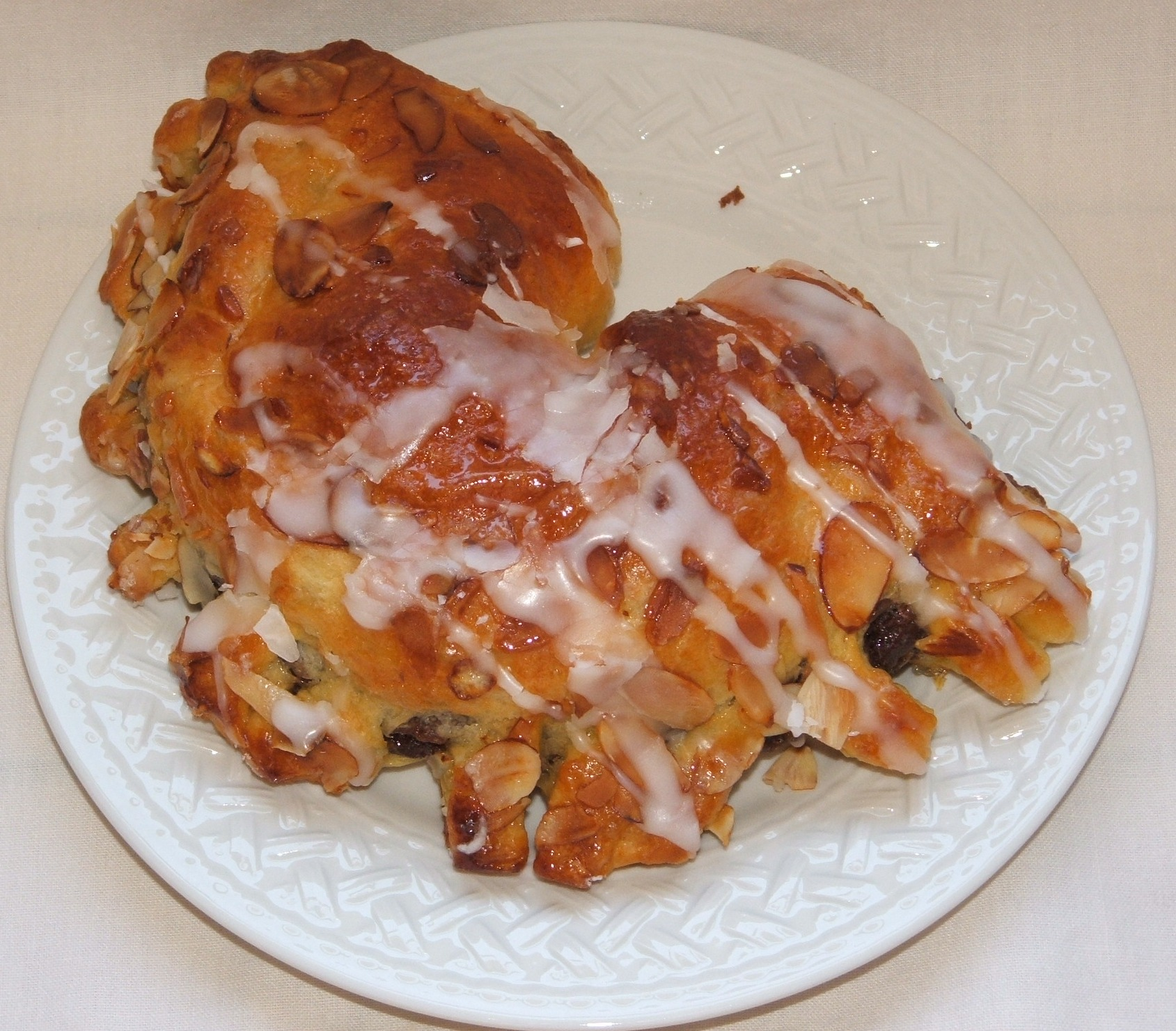
베어 클로

베어 클로(bear claw)는 아침 식사용 달콤한 빵으로 주로 미국에서 인기 있다. 이스트로 부풀린 아몬드 맛 페이스트리로, 크고 울퉁불퉁한 반원 모양 둘레에는 작은 조각들이 붙어 있어, 곰의 발톱 모양을 떠올리게 한다. 베어 클로에는 주로 아몬드 페이스트나 건포도가 들어 있다. 또한, 버터 피칸, 대추, 크림치즈, 포도, 체리 또는 사과를 넣기도 하는데, 사과가 들어가면 보통 애플 프리터라고 부른다.
도넛 가게에서 사과 파이에 들어가는 충전물을 넣고 발 모양의 도넛을 만들어 팔기도 하지만, 베어 클로라 하면 보통 도넛 반죽 대신 페이스트리로 만든 빵을 지칭한다.

## 같이 보기
- 페이스트리